# Taracoa
Taracoa ist eine Ortschaft und eine Parroquia rural („ländliches Kirchspiel“) im Kanton Francisco de Orellana der ecuadorianischen Provinz Orellana. Sitz der Verwaltung ist Taracoa (alternativer Name: Nueva Esperanza), 24 km östlich der Provinzhauptstadt Puerto Francisco de Orellana knapp 5 km südlich des Río Napo gelegen. Die Parroquia besitzt eine Fläche von 409,4 km². Die Einwohnerzahl lag im Jahr 2010 bei 2616. Die Parroquia wurde am 17. Oktober 1991 eingerichtet.

## Lage
Die Parroquia Taracoa liegt im Amazonastiefland. Ein 22 km langer Flussabschnitt des Río Napo begrenzt das Verwaltungsgebiet im Norden. Die Parroquia wird im Süden vom Río Aucayucu (oder Río Rumiyacu), ein linker Nebenfluss des Río Tiputini, begrenzt. Die maximale Längsausdehnung in Nord-Süd-Richtung beträgt 23,5 km. Der Río Indillana (alternativer Name: Río Indillama) durchquert den zentralen Teil der Parroquia in überwiegend östlicher Richtung. Eine Straße führt von Puerto Francisco de Orellana über El Dorado nach Taracoa.
Die Parroquia Taracoa grenzt nördlichen Osten an die Parroquia Alejandro Labaka, im südlichen Osten, im Süden und im südlichen Westen an die Parroquia Dayuma, im nördlichen Westen an die Parroquia El Dorado sowie im Norden an die Parroquias San Carlos, Unión Milagreña und Pompeya (alle drei im Kanton La Joya de los Sachas).